# Uvviken-Kyrkogårdsön
Ulvviken-Kyrkogårdsön är ett naturreservat i Karlsborgs kommun i Västergötland.
Reservatet ligger vid Vätterns nordvästra strand norr om Karlsborg. Området är 403 hektar stort och utgör en kustremsa mellan Smygviken och Boviken samt Kyrkogårdsön och ett flertal mindre öar, kobbar och skär. Det är skyddat sedan år 1996.
En stor del av området utgörs av Vätterns vatten. Stränderna är vanligen branta och präglas av sprickdalar och rundhällar. Skogen består av tall- och barrblandskog i blockrik terräng. Vegetationen är artfattig. 
Området ingår i EU:s ekologiska nätverk av skyddade områden, Natura 2000.